# Peter J. Kairo
 Peter J. Kairo (* 24. Mai 1941 in  Londiani, Nakuru, Kenia) ist ein kenianischer Geistlicher und emeritierter römisch-katholischer Erzbischof von Nyeri.

## Leben
Peter J. Kairo empfing am 1. November 1970 die Priesterweihe.
Am 17. März 1983 wurde er von Papst Johannes Paul II. zum ersten Bischof des mit gleichem Datum errichteten Bistums Muranga ernannt. Die Bischofsweihe spendete ihm der Erzbischof von Nairobi, Raphael S. Ndingi Mwana a'Nzeki, am 21. Mai 1983; Mitkonsekratoren waren der Bischof von Nyeri, Caesar Gatimu, und der Bischof von Meru, Silas Silvius Njiru. Am 21. April 1997 erfolgte die Ernennung zum Bischof von Nakuru.
Papst Benedikt XVI. ernannte ihn am 19. April 2008 zum Erzbischof von Nyeri. Die Amtseinführung fand am 14. Juni desselben Jahres statt. Er war Vorsitzender der Gerechtigkeits- und Friedenskommission der kenianischen Bischofskonferenz.
Am 23. April 2017 nahm Papst Franziskus seinen altersbedingten Rücktritt an.